# Theveneau de Morande
Charles Théveneau de Morande (9 de noviembre de 1741-6 de julio de 1805) fue un periodista de la llamada prensa amarilla, chantajista y espía francés que vivió en Londres en el siglo XVIII.